# Yngve Hugo
Yngve Hugo, född den 14 mars 1886 i Norrköping, död den 28 november 1969 i Ludvika, var en svensk folkbildningsman.

## Biografi
Hugo var son till en fattigvårdskamrer och tog studentexamen i Norrköping 1905. Han blev filosofie kandidat vid Uppsala universitet 1913 och var där ledare för Östgöta nations hembygdskurser 1908 - 09.
Holm var riksstudieledare i Arbetarnas bildningsförbund 1918-26, rektor för Brunnsviks folkhögskola 1926-31 och från 1931-42 chef för Radiotjänsts föredragsavdelning samt därefter radiochef 1942-50. Hugo bidrog i tal och skrift verksamt till det svenska folkbildningsarbetet.